# Томасова бахия
Томасова бахия (Bachia panoplia) е вид влечуго от семейство Gymnophthalmidae. Видът не е застрашен от изчезване.

## Разпространение
Разпространен е в Бразилия (Амазонас).